# Andrzej Chabin
Andrzej Chabin (ur. 1 stycznia 1937 w Ihrowicy, zm. 14 września 2004) – polski nauczyciel i działacz państwowy, poseł na Sejm PRL V kadencji (1969–1972).

## Życiorys
Urodził się na Podolu, gdzie w czasie II wojny światowej działały oddziały Ukraińskiej Powstańczej Armii. W wyniku wysiedlenia rodzina znalazła się na Śląsku Opolskim. W 1955 ukończył Liceum Pedagogiczne, po czym podjął pracę nauczyciela w szkole podstawowej w Paczkowie. Działał również w Związku Harcerstwa Polskiego, m.in. jako wiceprzewodniczący Zarządu Powiatowego w Nysie. W 1957 został zatrudniony w Państwowym Młodzieżowym Zakładzie Wychowawczym (jako wychowawca i kierownik internatu), następnie był nauczycielem w Głuchołazach oraz dyrektorem szkół w Bykowie i Nysie.
W 1959 rozpoczął działalność w Stronnictwie Demokratycznym, był m.in. prezesem Powiatowego Komitetu w Nysie. W latach 1972–1975 studiował w Wyższej Szkole Nauk Społecznych przy KC PZPR, po czym objął funkcje sekretarza Wojewódzkiego Komitetu SD w Opolu oraz członka Centralnego Komitetu w Warszawie.
W drugiej połowie lat 60. sprawował mandat radnego Wojewódzkiej Rady Narodowej w Opolu. W 1969 uzyskał rekomendację Stronnictwa do objęcia mandatu posła na Sejm PRL V kadencji z okręgu Nysa. Był sekretarzem Sejmu, jak również członkiem Komisji Oświaty i Nauki oraz Pracy i Spraw Socjalnych. Po odejściu z Sejmu był m.in. kierownikiem Wydziału Polityki Społecznej i Kulturalnej CK SD. W 1982 przeprowadził się do Warszawy, został zastępcą dyrektora Centralnego Biura Wystaw Artystycznych „Zachęta”.
Odznaczony m.in. Krzyżem Kawalerskim i Oficerskim Orderu Odrodzenia Polski, Złotym Krzyżem Zasługi oraz Odznaką „Zasłużony Opolszczyźnie”.
Został pochowany na Cmentarzu w Wilanowie.